# Emilio Carreras
Emilio Carreras (Madrid, 1858-ibídem; 24 de noviembre de 1916) fue un famoso actor cómico español de larga popularidad a comienzos del siglo XX.

## Carrera

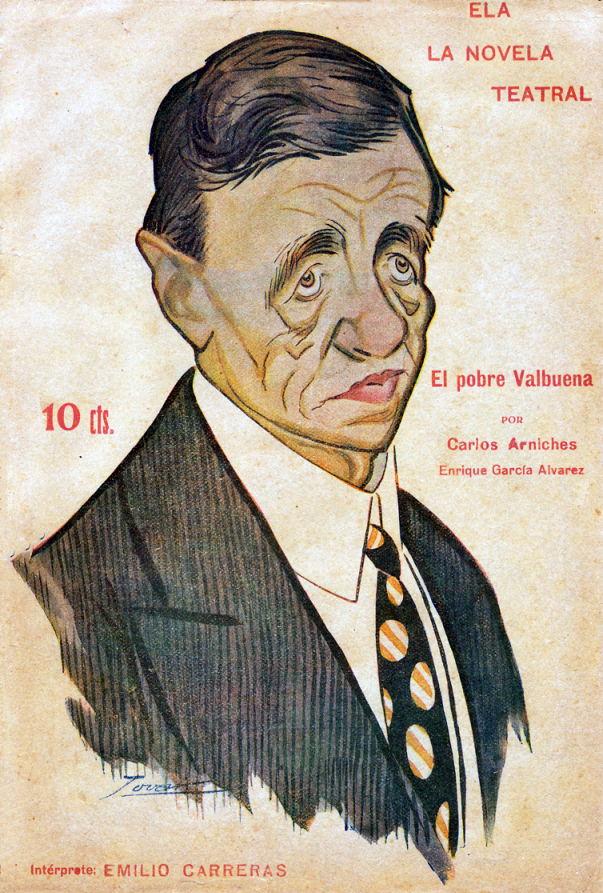
Caricaturizado por Tovar

Hijo de artesanos, fue dedicado al oficio de carpintero, pero desde muy chico sintió afición por el teatro, por lo que formaba parte de la claque de los coliseos a fin de ver por poco dinero las obras que lo inspiraron en su futuro artístico.
En sus inicios en el mítico Teatro Apolo de Madrid, brillo notablemente junto al comediante español José Mesejo. Por su aspecto feo y desgarbado, según la crítica de entonces, extraía de esas cualidades fuentes inexhaustas de comicidad y talento acrobático para ciertas piruetas.
Se distinguió por su naturalidad y vis cómica y creó gran número de tipos del llamado género chico.
Fue un extraordinario imitador de actores como Ricardo Zamacois, Emilio Mario y Antonio Vico. Pasó un mal rato cuando fue acusado de plagiar a Julio Ruiz.
Por su compañía cómica, con la que hizo giras hasta en Argentina, pasaron famosos cómicos como César Ratti,
Hábil al momento de improvisar sus particulares personajes, fue el que implementó las torpezas de tropezarse y caer por las escaleras, que utilizó en varias obras en las que participó. Se hizo famoso en su país por ser el creador del famoso tipo de El Gorro Frigio.

## Teatro
- Panorama nacional (1889), de Carlos Arniches.
- ¡El terrible Pérez!  (1903)
- El señor Luis de Tumbón o despacho de huevos frescos
- ¡Las doce y media y sereno!, escrita por Sr. Manzano.
- Los nuestros, en el Teatro Apolo.
- La revoltosa
- El pobre Valbuena
- El estreno
- La marcha de Cádiz
- El santo de la Isidra
- Los trasnochadores.
- Tanhausser.
- El cabo Baqueta.
- ¡Simón es un lila!